# Storia della Mercedes-Benz
La storia della Mercedes-Benz è una storia assai complessa e articolata che ha inizio nel 1926 dopo la fusione tra Daimler-Motoren-Gesellschaft e Benz & Cie. nel gruppo Daimler-Benz. Il precedente marchio automobilistico Mercedes, utilizzato fino a quel momento esclusivamente dalla Daimler, cambiò così in Mercedes-Benz.

## Storia

### I primi anni

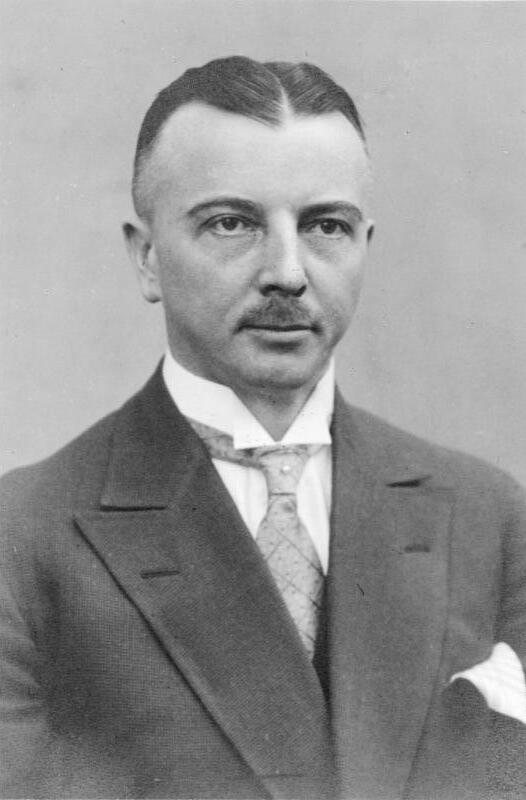
Wilhelm Kissel, presidente del consiglio di amministrazione della Daimler-Benz dal 1926 al 1942

Dopo la nascita del marchio, a seguito della fusione tra DMG e Benz, la situazione economica non era delle più facili, ma il neoeletto presidente del consiglio di amministrazione, Wilhelm Kissel, riuscì a traghettare l'azienda, e quindi anche la divisione automobilistica, attraverso i bui periodi del post-fusione, ed in seguito anche della Grande depressione e dei suoi effetti negativi sull'economia mondiale. Il grande Ferdinand Porsche, già capo progettista alla Daimler Motoren Gesellschaft, venne confermato anche dopo la fusione. Il vulcanico genio dei motori, però, aveva ancora in mente per la produzione Mercedes-Benz diverse idee riguardanti vetture di prestigio, idee che però dovevano essere messe da parte, almeno temporaneamente, poiché l'inflazione avutasi nella prima metà degli anni venti del XX secolo aveva messo in difficoltà l'economia del Paese e molti degli ex potenziali acquirenti andavano più cauti nelle loro spese, specie per vetture grandi e costose come le Mercedes prima e le Mercedes-Benz dopo. Ferdinand Porsche, proprio per questo, propose anche di costruire una vettura di fascia più bassa, ma dal corpo vettura leggero, una vera e propria utilitaria ante-litteram. Il direttivo, però, bocciò quest'idea e preferì estendere la sua gamma verso il basso con modelli come la W01, che però rimase allo stadio di prototipo, e la 8/38 PS, di fattura tradizionale, tutt'altro che leggera e che a differenza della W01 fu immessa nel mercato, venendo equipaggiata con un motore da 2 litri e 38 CV. Non mancarono però anche vetture di fascia più alta, come la gamma W03 e le lussuose Typ 400 e Typ 630, evoluzioni di due modelli della precedente gamma Mercedes.
Porsche però non era d'accordo ad estendere la gamma verso il basso, non almeno in quel modo, ritenuto da lui insufficiente per accaparrarsi un'adeguata fetta di clientela, e così si arrivò alla rottura tra quest'ultimo e la Daimler-Benz, rottura culminata con le dimissioni del tecnico, che lasciò la Casa tedesca all'inizio del 1929, sostituito da Hans Nibel.
Nel frattempo, le vetture Mercedes-Benz presero ad essere prodotte con minori costi, grazie all'introduzione, per la prima volta in Germania, della catena di montaggio, voluta dal direttore dello stabilimento di Sindelfingen, Wilhelm Friedle. Purtroppo, però, le varie ottimizzazioni sarebbero costate anche numerosi posti di lavoro. Tale decisione venne adottata anche a causa del crollo della Borsa di New York nel 1929, in seguito al quale venne avviato un progetto per una vettura economica, da inserire in gamma al di sotto della Typ 200 Stuttgart, a sua volta evoluzione della 8/38 PS. Il nuovo modello, la 170 W15, introdusse la novità delle sospensioni a ruote indipendenti, dando nuovamente il via alla grande carrellata di innovazioni proposte da Mercedes-Benz

### L'avvento del Nazionalsocialismo

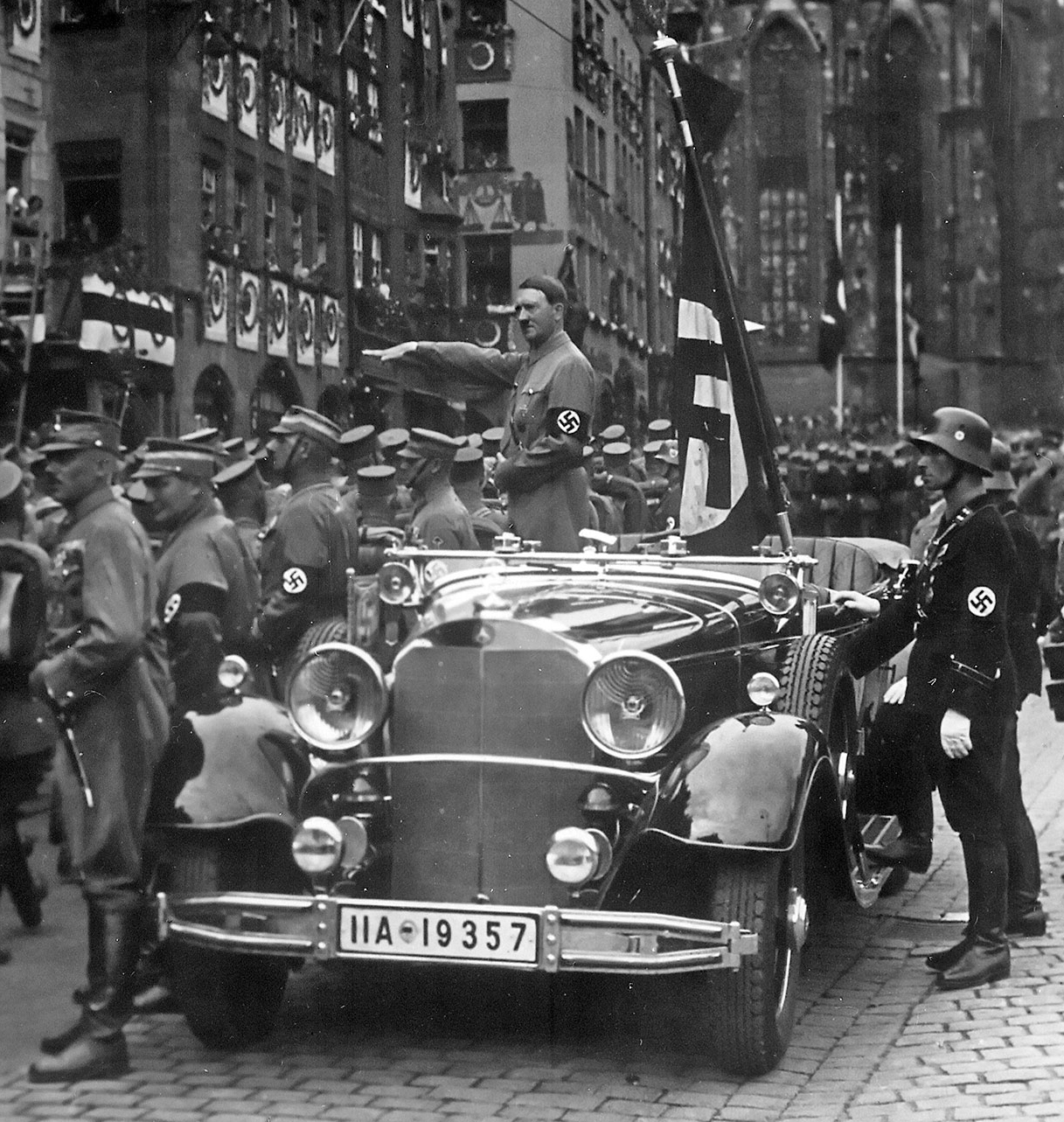
Adolf Hitler a Norimberga nel 1935, a bordo di una Mercedes-Benz 770 W07

Nel 1933, con l'ascesa al potere di Adolf Hitler, appassionato di automobili ed in particolare di Mercedes-Benz, la Casa riuscì a superare relativamente bene gli anni della crisi economica. Il Führer sostenne lo sviluppo e la rinascita delle Case automobilistiche mediante l'abolizione o la riduzione di tasse troppo salate che impedivano ai potenziali clienti l'acquisto di autovetture. In questo modo, il settore automobilistico in Germania riprese a divenire florido, ed in particolare alla Mercedes-Benz, dove i premi di produzione tornarono ad essere pagati come una volta.
Hitler auspicava, tra l'altro, anche una massiccia motorizzazione di massa in Germania, visto che altri Paesi erano a livelli sensibilmente superiori: da qui nacquero tutte quelle vicissitudini che in seguito avrebbero portato tra l'altro alla nascita della cosiddetta "auto del popolo", in tedesco Volkswagen, ossia del Maggiolino.
Rimanendo nell'ambito della "stella a tre punte", la Mercedes-Benz dovette ricredersi sull'idea di Ferdinand Porsche di realizzare una vettura popolare, poiché le avrebbe aperto nuovi settori di mercato fino a quel momento sconosciuti e procurato nuovi sbocchi commerciali e più ampie fette di clientela. Da lì nacquero in seguito i modelli 130, 150 e 170H, destinati però ad uno scarso successo commerciale. Nel frattempo, andavano avanti a passo sostenuto gli studi per il motore diesel ed una sua possibile applicazione in un'autovettura. Dopo alcuni prototipi di varie fasce di mercato rimasti tali, nel 1936 Mercedes-Benz lancia la 260D, prima vettura di serie al mondo dotata di motore diesel. Nello stesso periodo venne lanciata anche la 170V, destinata ad un successo duraturo, anche nel dopoguerra.
Nei successivi tre anni prima dello scoppio della guerra, la produzione Mercedes-Benz crebbe a tal punto che nel solo 1938 vennero prodotte ben 42.687 vetture, delle quali circa la metà erano destinate all'esportazione. La sola Mercedes-Benz contava a questo punto su ben 35.123 dipendenti, contro i 9 000 scarsi del 1932 e la densità automobilistica in Germania era arrivata ad una vettura ogni 44 abitanti, mentre all'inizio del decennio era invece di una ogni 97 abitanti.
Ma nel 1939, Hitler accaparrò per sé stesso tutte le materie prime, carburanti, ecc., da impiegare per la costruzione di veicoli di terra, mare e cielo atti all'impiego militare. Tutte le aziende, compresa la Daimler-Benz, rimasero senza la possibilità di produrre alcunché, e sarebbero giunte sull'orlo del collasso se non fosse stato imposto loro di cominciare quella produzione a fini bellici fortemente voluta dal Führer.

### La seconda guerra mondiale
Con l'arrivo della guerra, la maggior parte della produzione Mercedes-Benz venne quindi convertita a scopi militari, anche se alcuni modelli lanciati in precedenza continuarono ad essere prodotti, almeno per qualche tempo, ma in quantità assai limitate, e destinate quasi esclusivamente ad un impiego bellico, dal momento che il regime nazista impose l'utilizzo esclusivo di carburanti e materie prime per la produzione di mezzi di trasporti unicamente a scopo militare o di assistenza, come per esempio le ambulanze. Inoltre, venne vietata la vendita di auto nuove a privati: chiunque avesse ordinato una vettura nuova poco prima di tale divieto, reso operativo il 3 settembre 1939, doveva attendere la fine della guerra.
La situazione, critica per la Mercedes-Benz, ma anche per la Casa madre, la Daimler-Benz, ebbe tra le conseguenze più immediate l'applicazione dell'alimentazione a gas per alcune vetture,  ma si ebbero anche eventi molto più nefasti, come la morte, nel 1942, di Wilhelm Kissel, deceduto per un infarto dopo aver appreso che suo figlio, partito per il fronte, era caduto in guerra. Al suo posto arriverà Wilhelm Haspel. Il culmine verrà raggiunto nel 1944 quando avvenne l'irreparabile con il bombardamento di gran parte degli stabilimenti del colosso tedesco: Sindelfingen, Untertürkheim, Berlin-Marienfelde e Mannheim caddero sotto i bombardamenti alleati.

### La ricostruzione post-bellica
Al termine di quella che verrà ricordata come la più grande catastrofe della storia dell'umanità, le precarie condizioni in cui si cercò di rianimare la Daimler-Benz, resero difficoltoso anche riavviare la produzione Mercedes-Benz. La Germania era spaccata in tre sezioni, sottoposte rispettivamente alle autorità di Francia, USA ed URSS, e così anche i vari stabilimenti del Gruppo vennero a trovarsi chi in una zona, chi in un'altra. Lo stesso consiglio di amministrazione venne sciolto da un'operazione delle autorità americane, operazione volta a scovare eventuali legami del direttivo Daimler-Benz con il regime nazista. Wilhelm Haspel, presidente del consiglio di amministrazione, fu costretto ad allontanarsi dall'azienda, dalla quale resterà esiliato per oltre due anni. Lo stabilimento di Untertürkheim cominciò lentamente ad essere ricostruito, in un'ardua operazione svolta dagli operai superstiti, operazione che terminò nella primavera dell'anno seguente, dopo quasi un anno di duro lavoro. Nello stabilimento stesso, al termine del conflitto era rimasta intatta soltanto la linea della gamma W136, che a suo tempo comprendeva la già citata 170V. Esso fu quindi, nel 1946, l'unico modello che Mercedes-Benz era in grado di produrre e commercializzare, tra l'altro inizialmente solo in versione commerciale. Con i primi introiti dopo il riavvio, il marchio riacquisì nuova linfa e in un arco di tempo relativamente breve fu in grado di tornare alla progettazione di nuovi modelli.
Nel 1948, Wilhelm Haspel poté rientrare nell'azienda e tornò quindi ad occupare il ruolo di vertice da cui era stato scalzato.
Nel 1949 venne reintrodotto il motore diesel, questa volta sulla 170D, mentre nel 1951 furono finalmente presentati due nuovi modelli, più all'altezza dell'antico prestigio del marchio: la 220 e la 300: quest'ultima diverrà l'auto prediletta dell'allora cancelliere tedesco Konrad Adenauer. Anche il settore autocarri aveva ricominciato a fruttare, grazie al successo del modello L3500.

### La rinascita economica

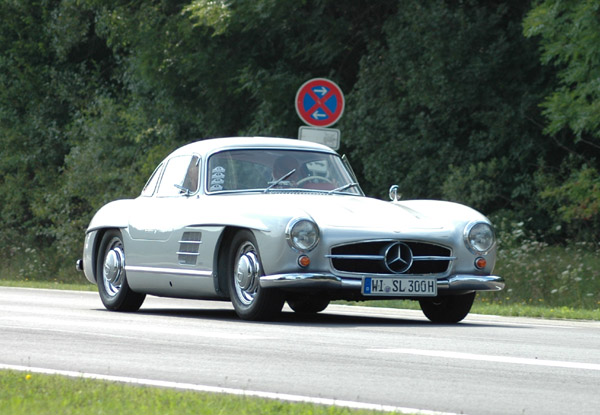
La 300SL "Ali di gabbiano", una delle bandiere della produzione automobilistica Mercedes-Benz negli anni '50

Il successo dei modelli 170D, 170S ed L3500 fu la spinta iniziale che portò alla rinascita del marchio Mercedes-Benz. Nel 1950 si ebbe un'impennata notevole nel volume di affari, rafforzata tra l'altro anche dai rinnovati rapporti con i mercati esteri, rapporti che sfociarono in svariati accordi di distribuzione o assemblaggio di veicoli Mercedes-Benz in altri Paesi lontani. Nel 1950, inoltre, Mercedes-Benz ricominciò a prepararsi per l'attività sportiva e partirono i progetti che avrebbero portato alla realizzazione della 300 SL da gara, che tanti successi avrebbe mietuto nei primi anni del decennio. Poco prima della sua presentazione ufficiale, però, una grave notizia sconvolse l'ambiente: colto da emorragia cerebrale, il 6 gennaio 1952 si spense Wilhelm Haspel: la sua morte è storicamente considerata lo spartiacque tra il periodo di ricostruzione e quello del nuovo boom economico per il marchio tedesco.
La prima metà degli anni '50 fu anche il periodo in cui nuove innovazioni vennero introdotte dalla Casa tedesca: con il lancio della 180, anche Mercedes-Benz portò in casa propria la struttura a scocca portante, mentre con il lancio della 300SL "Ali di gabbiano", per la prima volta l'alimentazione ad iniezione diretta venne introdotta su una vettura di serie.
Nel frattempo, altri risultati sportivi contribuirono al rafforzamento economico e non solo della Mercedes-Benz, primo fra tutti il doppio titolo mondiale piloti nei mondiali di Formula 1 del 1954 e del 1955.
La casa tuttavia si ritirò dalle competizioni in seguito alla tragedia della 24h di le mans 1955
Nella seconda metà del 1957 erano già allo stadio avanzato le trattative per entrare nel capitale della Auto Union: la Casa di Stoccarda aveva infatti visto nell'azienda di Ingolstadt una grande opportunità per estendere i propri profitti anche in fasce di mercato più basse. Perciò, Daimler-Benz acquisì la maggioranza del pacchetto azionario della Auto Union: l'alleanza divenne operativa a partire dal 1º gennaio 1958. Inizialmente sembrava una mossa azzeccata, visto l'aumento del volume di vendite anche sul versante bavarese (tra il 1958 ed il 1960 le vendite Auto Union crebbero da 500 a 750 milioni di marchi), ma alla fine al quartier generale di Stoccarda ci si rese conto che più in là di tanto non si poteva andare: a partire dal 1961 le vendite presero a diminuire, le vetture di Ingolstadt cominciarono ad evidenziare malfunzionamenti che in non pochi casi portavano al grippaggio del motore ed infine l'utilizzo del motore a due tempi, da sempre utilizzato dalla DKW (il marchio principale della Auto Union), non si rivelò all'altezza dell'immagine di prestigio propria del marchio Mercedes-Benz. Pertanto, dopo aver cercato un acquirente, la Daimler-Benz lo trovò nella Volkswagen: all'inizio del 1965 il 50.28% del pacchetto azionario venne trasferito alla Casa di Wolfsburg, che acquisì il restante 49.72% alla fine del 1966, con in più la possibilità di utilizzare un motore a quattro tempi da 1.7 litri, progettato e realizzato da Mercedes-Benz.
Nel 1959, con il lancio della serie Heckflosse, Mercedes-Benz introdusse il concetto di scocca a deformazione programmata, un vero e proprio passo avanti nel campo della sicurezza passiva. Tale concetto fu sviluppato dall'ungherese Béla Barényi e giungerà, con opportune evoluzioni fino ai giorni nostri, dimostrandosi largamente in anticipo sui tempi.
Sempre nel 1959, la Daimler-Benz tentò di acquisire anche la BMW, che in quegli anni era in condizioni economiche disastrose, al limite del fallimento. Ma il piano che venne prospettato ai vertici della Casa di Monaco non piacque affatto e finì semplicemente con il provocare le loro ire e dissociarsi da ogni trattativa. In seguito, la BMW, grazie al successo di modelli come la 1500, riuscì a ristabilirsi economicamente con i propri mezzi.

#### Espansione in altri Paesi
Come già detto, durante gli anni '50 Mercedes-Benz cercò di espandere il suo giro di affari anche in altri Paesi, per la maggior parte d'oltreoceano. Fu così che la Daimler-Benz diede origine a svariati accordi per la distribuzione e/o l'assemblaggio di vetture e mezzi pesanti Mercedes-Benz sfruttando le reti di distribuzione e gli stabilimenti locali.
Un esempio viene dal Brasile, con il quale già nell'ottobre del 1949 venne stipulato un accordo che prevedeva l'invio oltreoceano di 1000 telai di camion da assemblare una volta giunti a destinazione nelle fabbriche locali, ordine a cui ne fecero seguito altri, inerenti forniture di veicoli già assemblati (2000 camion, 500 autobus e 1500 auto, tutti con marchio Mercedes-Benz). Nel 1953 venne fondata la MBB (Mercedes-Benz do Brasil), allo scopo di fornire una sede di gestione della rete di vendita, ma i programmi della Casa madre non vennero accettati immediatamente: si dovette insistere con il governo brasiliano, fintanto che il nuovo presidente Juscelino Kubitschek diede finalmente il via libera il 28 settembre 1956. Dopo due anni e mezzo, un'inchiesta sulla MBB evidenziò gravi mancanze fiscali delle quali il responsabile fu Alfred Jurzykowski, presidente del consiglio di amministrazione della MBB. Di lì a poco, questi venne estromesso e la Daimler-Benz cominciò un processo di accorpamento della MBB che si completò nel 1970.
Le cose andarono in maniera ancor più turbolenta in Argentina, dove la MBA (Mercedes-Benz Argentina) fu sbalottata dalle vicissitudini inerenti al regime di Juan Domingo Perón, al cui seguito militava il capo della stessa MBA, Jorge Antonio. Quando il regime di Perón venne rovesciato, nel settembre 1955, lo stesso Antonio fu costretto a lasciare la guida della MBA ed analogamente a quanto successo in Brasile, lentamente la Daimler-Benz prese il pieno controllo della sussidiaria argentina.
Intanto, si stava fortemente sviluppando il mercato statunitense, sia per la forte ricettività di tale mercato verso vetture come quelle proposte dalla Mercedes-Benz, sia anche grazie alla personalità di Max Hoffmann, un importatore di origine austriaca, ma che da tempo viveva negli Stati Uniti, che aveva uno spiccato senso degli affari e che era in grado di convincere molti costruttori europei ad importare alcuni dei loro modelli, o in qualche caso sapeva addirittura convincerli a crearne di nuovi. Gli accordi tra la Daimler-Benz e Max Hoffmann vennero perfezionati nell'aprile del 1955 con la nascita della DBNA (Daimler-Benz North America). Grazie a tale accordo, in Nordamerica sbarcarono modelli di spicco, come la 300SL "Ali di gabbiano" e più tardi anche la sua versione scoperta e la "sorella minore", la 190SL. Nel 1957, poi, il marchio Mercedes-Benz cominciò ad essere distribuito dalla rete di vendita della Studebaker-Packard Corporation. Tuttavia, tale rete di vendita del colosso statunitense era in condizioni disastrate a causa degli scarsi investimenti della società americana in quella direzione. Ciò era dovuto alla precaria situazione economica della Studebaker-Packard Corporation. Infatti, molte delle vetture esportate dalla Germania finirono nei fondi di magazzino della rete del colosso statunitense. Come risultato, si ebbe che la Daimler-Benz ritenne più conveniente svincolarsi prematuramente dall'accordo, anche dietro pagamento di una penale di 3.75 milioni di dollari. Il 14 dicembre del 1964 viene costituita la MBNA (Mercedes-Benz North America), che a partire dal 1º gennaio dell'anno seguente cominciò a distribuire le sue vetture mediante una propria rete costituita da punti vendita selezionati accuratamente. Molti di questi erano ex punti vendita della Studebaker-Packard Corporation.
Nei primi anni '50, venne firmato un accordo anche tra Mercedes-Benz e l'indiana TELCO (progenitrice dell'attuale Tata Motors) per l'invio di telai di camion, anche in questo caso da assemblare in loco. L'accordo, protrattosi tra il 1954 ed il 1969, portò alla produzione, da parte della TELCO, di ben 60 000 camion solo nei primi otto anni e ben 21 000 nel solo 1968.

### L'espansione interna negli anni sessanta

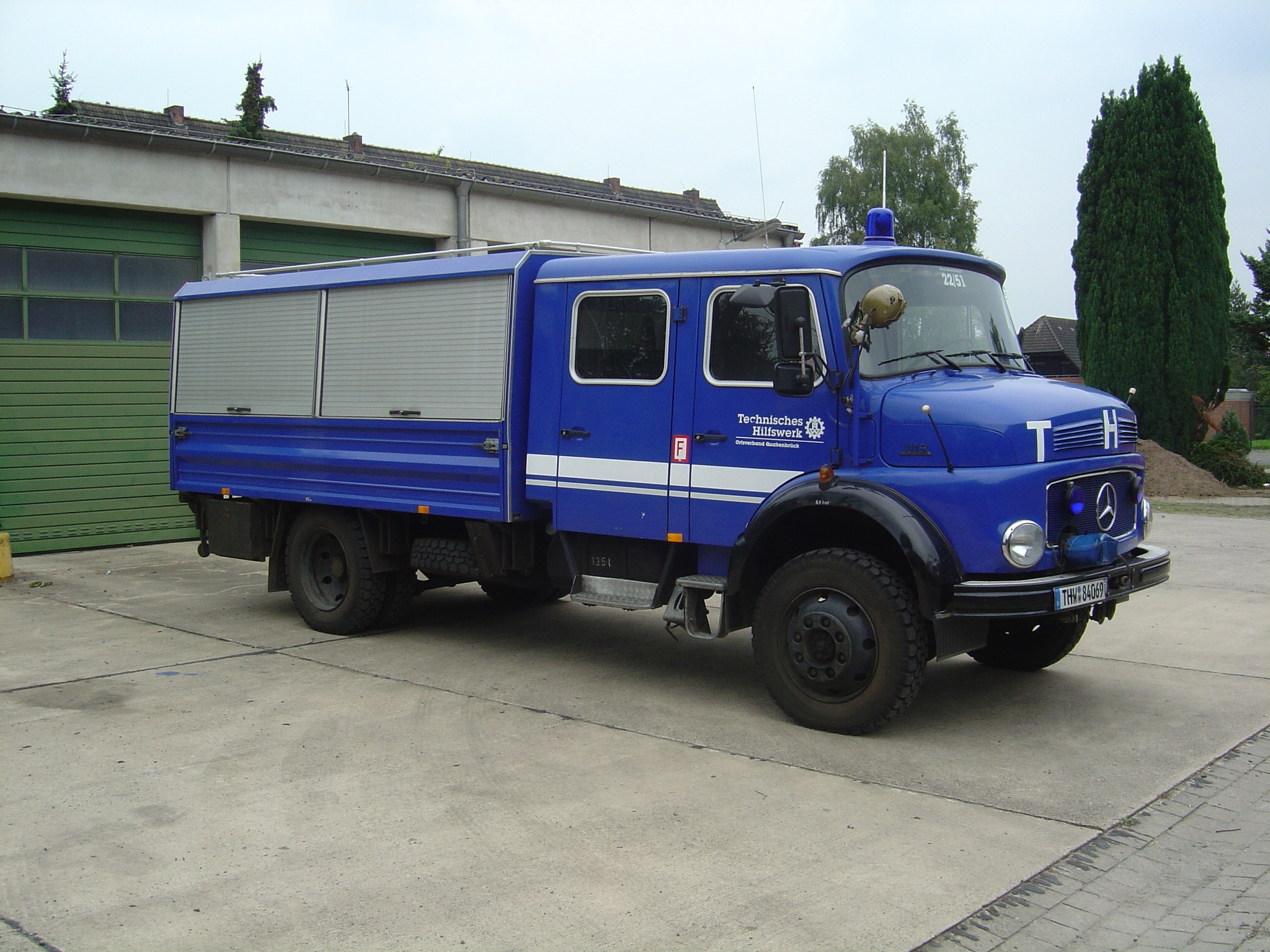
Un Mercedes-Benz Typ 1113

Gli anni '60 furono caratterizzati da una frenetica ricerca di nuovi terreni dove costruire impianti o in cui utilizzare quelli già esistenti, allo scopo di ripartire meglio il lavoro, specie per quanto riguarda i camion ed i veicoli commerciali, la cui domanda era superiore all'offerta. Già dalla metà del decennio precedente, la continua domanda del mercato ha spinto la Daimler-Benz a cercare nuovi siti in cui aprire altri stabilimenti. Anche negli anni '60 la situazione non era cambiata, ed anzi, vennero rilevati nuovi terreni a Friedrichshafen, rilevando la Maybach-Motorenbau, ed a Wörth am Rhein, dove venne acquistato un lotto di terreno edificabile di ben 1.5 milioni di m2. Inoltre, quando a metà del decennio la Auto Union venne ceduta alla Volkswagen, il gruppo Daimler-Benz trattenne lo stabilimento DKW di Düsseldorf. Alla fine del decennio, invece, e più precisamente nel 1968, vennero rilevati gli impianti di Esslingen am Neckar, dove fino a quel momento era attiva la Maschinenfabrik Esslingen. In questo modo, il marchio Mercedes-Benz fu consacrato anche come uno dei massimi produttori a livello mondiale di autocarri e veicoli commerciali, basti pensare che il solo stabilimento di Wörth divenne subito il più grande stabilimento al mondo per la produzione di autocarri.
Per quanto riguarda la produzione automobilistica, vennero proposti nuovi modelli in sostituzione di quelli precedenti: nacquero così la superammiraglia 600 e la roadster SL "Pagoda", ma anche la nuova serie dell'ammiraglia di Casa, ossia la W108 e la W110, sostituita a sua volta nel 1968 dalla cosiddetta "Strichacht".
Ma già nei tardi anni sessanta accadde un fatto inevitabile: dopo tanta domanda, specie in campo automobilistico, lentamente il mercato cominciò a saturarsi.

### Gli anni settanta

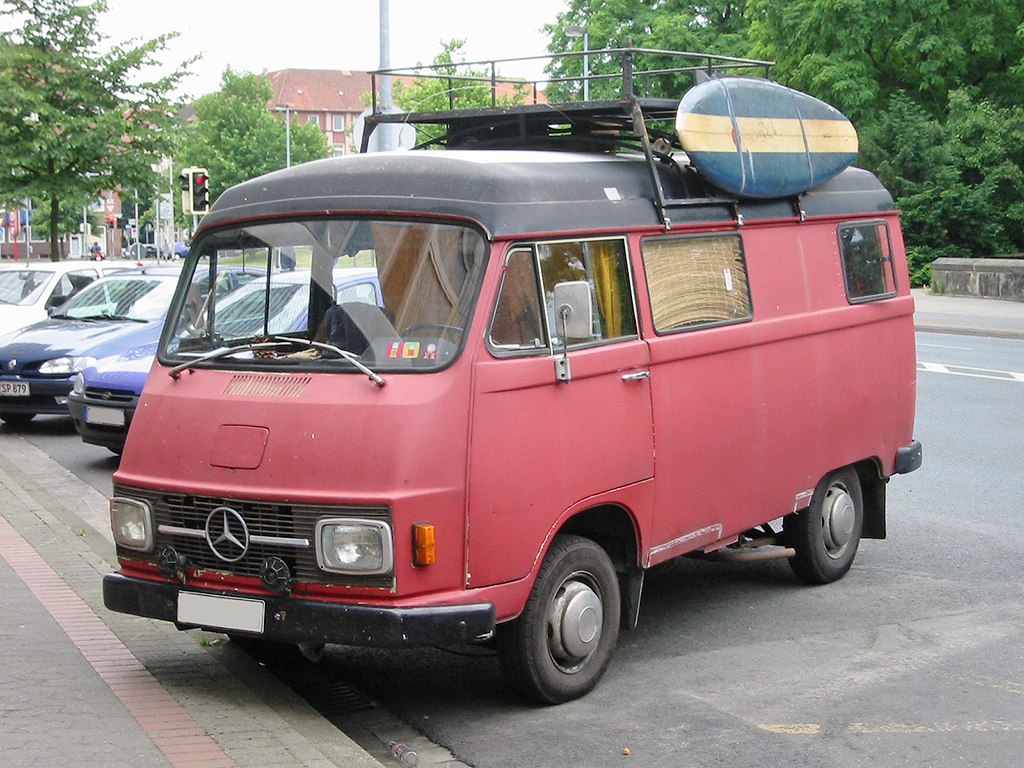
Il Mercedes-Benz L206, ex Harburger, frutto dell'acquisizione del marchio Hanomag

Tra il 1969 ed il 1970, la Daimler-Benz effettua l'ultima di una lunga serie di acquisizioni cominciata oltre dieci anni prima. Questa volta ad essere rilevata è stata la Hanomag, storico marchio famoso per i suoi autocarri, i suoi locomotori ferroviari, ma anche per le sue vetture, ed in particolare per aver mancato di un soffio il primato della prima auto a motore diesel di serie, preceduta di pochissimo proprio da una Mercedes-Benz, la già citata 260D del 1936. Con la nuova acquisizione, altri autocarri ottengono il marchio della "stella a tre punte", tra cui la serie Hanomag Harburger.
Sempre nel 1970, viene avviata la produzione su licenza di motori Mercedes-Benz a Tabriz (Iran), presso la IDEM (Iranian Diesel Manufacturing Company). La situazione, decisamente florida anche in quelle zone, conobbe un periodo di stallo dopo la caduta del regime dello Scià Mohammad Reza Pahlavi e l'ascesa al potere dell'Ayatollah Khomeini, stallo che si risolse nella prima metà del decennio seguente.
Gli anni settanta furono condizionati in primis dalla crisi petrolifera del 1973: molte Case automobilistiche dovettero rinunciare a proporre modelli di cilindrata troppo alta, e quelle che ci provavano dovevano spesso fare i conti con fiaschi commerciali spesso di un certo rilievo. Il gruppo Daimler-Benz, però, non sembrò passare del tutto illeso da tale periodo di crisi: dai 547.617 veicoli prodotti nel 1973 (di cui 215.935 veicoli commerciali ed il resto costituito da autovetture), si passò nel 1974 ad una produzione totale di 545.350 veicoli (di cui 205.344 veicoli commerciali), facendo registrare quindi un calo assai leggero in rapporto al totale, calo che acquista ancor meno peso se si considera che in realtà la produzione di autovetture per uso privato è aumentata anziché diminuire come avviene di solito nelle recessioni di questo tipo. Inoltre, va considerato il fatturato, passato da 13.799 a 15.283 miliardi di marchi, dato che rende ancor meno preoccupante il leggero calo di veicoli venduti.
L'unica preoccupazione stava nel calo brusco della produzione di autobus, fino a quel momento costruiti a Brema, uno stabilimento che quindi poneva il nuovo problema di come utilizzarlo. Alla fine si scelse di adibirlo alla produzione di una nuova vettura, la futura W201, meglio conosciuta come 190.
Nel 1975, l'italiano Bruno Sacco diventa Responsabile del Design Mercedes-Benz: da quel momento fino ai successivi 25 anni, la produzione della Casa di Stoccarda sarà impregnata della filosofia stilistica di questo notevole personaggio di origine friulana.
Per quanto riguarda la produzione automobilistica, nel 1971 viene introdotta la nuova generazione della Classe SL, denominata R107. Questa roadster, la più longeva delle SL, è stata affiancata fin dall'inizio da una versione coupé a passo allungato denominata SLC e destinata ad essere l'antesignana delle successive coupé di lusso della Casa tedesca. L'anno successivo al lancio della R107 vi fu il debutto di quella che dagli storici è considerata la prima vera Classe S, e cioè la W116, che dapprima viene eletta Auto dell'anno 1974, poi più avanti, nel 1977, propone il primo motore turbodiesel al mondo con il modello 300 SD ed infine, nel 1979, ormai a fine carriera, fa debuttare l'ABS in Europa, anche se solo come optional.
Nel 1976 debutta invece la serie 123, mentre nel 1979 è la volta della Mercedes-Benz Classe G, primo fuoristrada marchiato Mercedes-Benz ed in seguito prodotto anche con il marchio della francese Peugeot. Questo modello è stato inizialmente commissionato dallo Scià di Persia, se non che la sua caduta vanificò ogni impegno nei confronti della Mercedes-Benz, la quale decise di avviarne la produzione in serie, produzione che per la prima volta non fu affidata ad uno stabilimento del gruppo Daimler-Benz, ma all'austriaca Steyr-Daimler-Puch. Sempre del 1979 è il debutto della nuova Classe S, contraddistinta dalla sigla W126.

### Gli anni ottanta

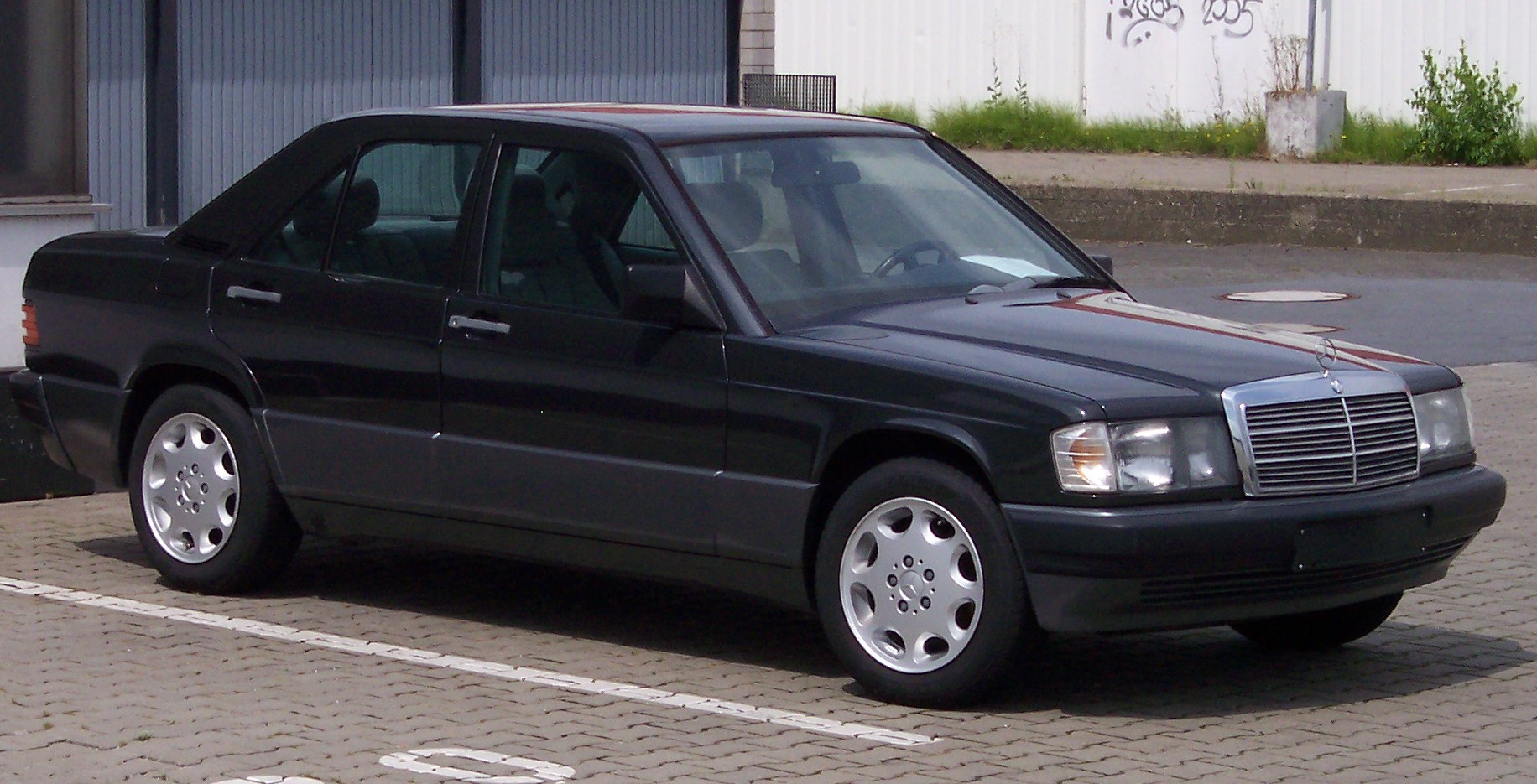
Una Mercedes-Benz W201 o Mercedes-Benz 190

Gli anni '80 dello scorso secolo sono stati caratterizzati da una progressiva opera di diversificazione del colosso Daimler-Benz in altri campi oltre a quello dei veicoli. Nel 1986 è stata così rilevata la AEG, un'azienda specializzata in elettronica. Più o meno nello stesso periodo è stata poi acquisita la Deutsche Aerospace, un'azienda che opera appunto nel settore aerospaziale. Il settore della costruzione veicoli, ed in particolare quello automobilistico, rimane però la spina dorsale della produzione del colosso tedesco.
Tornando quindi al marchio Mercedes-Benz, nel 1982, prende vita uno dei principali progetti messi in cantiere dalla Daimler-Benz negli anni precedenti: con l'acquisizione della Freightliner, azienda statunitense specializzata in grossi autocarri pesanti, Mercedes-Benz diviene anche il marchio utilizzato per questo genere di mezzi.
Nel 1986 vi sono stati i festeggiamenti per i 100 anni dell'automobile, che hanno coinciso con i 100 anni dalla invenzione della prima automobile da parte di Daimler e Maybach. Nello stesso anno apre uno stabilimento in Turchia, per la produzione di veicoli commerciali Mercedes-Benz.
Dal punto di vista della produzione automobilistica, gli anni '80 si aprono con il già citato progetto W201 ormai assai inoltrato. Nel 1981 si ebbe l'introduzione della coupé di lusso derivata dalla W126, denominata C126 e destinata ad essere ricordata come una delle più belle coupé Mercedes-Benz di tale segmento. Due anni dopo, nel 1983, la gamma W201 fa il suo debutto: nasce la 190, prima Mercedes-Benz di segmento D, la quale porta tra l'altro al debutto anche l'innovativo retrotreno multilink, che di lì a poco diverrà una costante sulla quasi totalità della produzione automobilistica Mercedes-Benz. L'anno seguente debutta invece la nuova berlina di segmento E destinata a raccogliere il testimone della precedente W123 e siglata appunto W124. Il 1989 vede infine la nascita della nuova generazione della SL, la cui sigla di progetto era R129 e che, analogamente alla C126, verrà ricordata come una delle più belle SL della storia. Il genio stilistico di Bruno Sacco fa centro più volte in questo decennio. Il 1989 fu però un anno assai importante non solo per la Mercedes-Benz, e non solo per i due Paesi tedeschi, ma anche per l'intera Europa, poiché è tanto l'anno che ha visto la caduta del Muro di Berlino e con esso la fine della guerra fredda e la riunificazione della Germania.

### Verso il nuovo millennio
Gli anni '90 sono stati un periodo assai complesso per la Daimler-Benz e per il suo marchio automobilistico, Mercedes-Benz. Con la riunificazione di Germania Ovest e Germania Est, si aprono nuovi orizzonti di mercato per le aziende dei precedenti due Paesi, i quali ora possono convivere sotto un unico governo e senza barriere di alcun tipo. Cominciano quindi nuovi scambi prima impensabili. Naturalmente, per quanto riguarda il settore automobilistico, il divario tecnico tra l'ex blocco occidentale e l'ex blocco orientale era abissale, perciò i processi di modernizzazione erano quasi a senso unico. Grazie all'apporto degli abitanti dell'ex DDR, desiderosi di rinnovare prima possibile il loro parco auto, costituito per la maggior parte da fumose Trabant e Wartburg con motore a due tempi, le immatricolazioni crescono del 25% già nel 1991. Tutto ciò nonostante il clima di generale recessione automobilistica che ha colpito le principali aree industriali e che a livello globale ha fatto registrare un calo del 5% rispetto al 1990. La neonata Germania, quindi, è riuscita in questo modo ad assicurarsi un iniziale periodo positivo dal punto di vista economico, questo a livello generale, dal momento che alcune Case, come la Porsche, si trovavano invece in una grave crisi economica.

#### La situazione economica

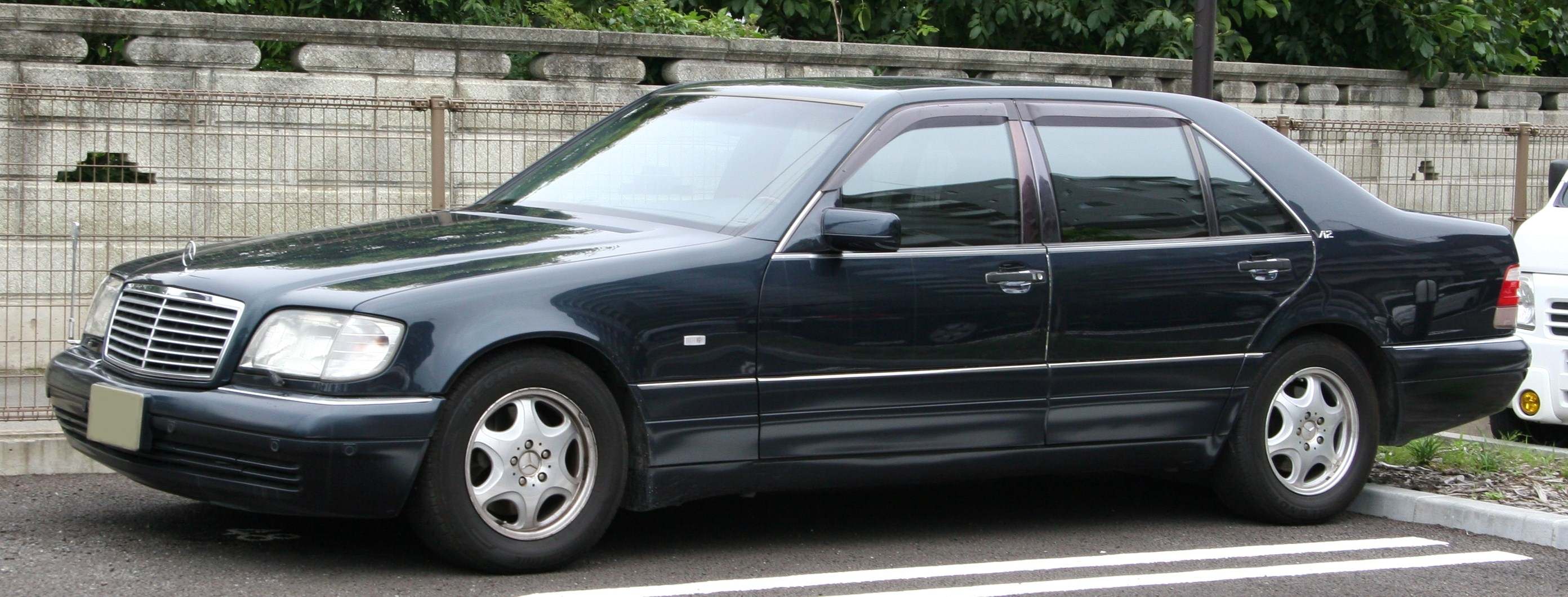
Una S600, modello di punta della serie 140 lanciata nel 1991

Alla Daimler-Benz, dopo un iniziale periodo di euforia dovuto al trend positivo per la richiesta di vetture dalla ex DDR, nel 1992, ci si ritrova a fare i conti con i dati in rosso della AEG e con i tagli agli armamenti da parte del Ministero della Difesa tedesco, tagli che hanno portato ad una drastica riduzione del lavoro alla Deutsche Aerospace. Inoltre, sempre nel 1992, la generale recessione automobilistica di quegli anni ha finito per cominciare ad intaccare anche il marchio Mercedes-Benz, che a questo punto si ritrova alla fine di quell'anno con circa 529.400 vetture contro le 578 000 del 1991, superato dalla sua storica rivale, la BMW, che invece pare non accusare in alcun modo gli effetti della recessione, grazie anche all'introduzione recente dei modelli della gamma E36. La Casa di Stoccarda, invece, che nel 1991 ha introdotto la nuova Classe S W140, non può certo contare grandi numeri di vendita per questo modello assai costoso e non può che appoggiarsi ai modelli della gamma W124, oramai non più freschissima, ed alla 190, in procinto di essere sostituita l'anno successivo e non più in grado di mantenere dei trend positivi di vendita Nei primi anni '90 si profila quindi per il marchio tedesco della Mercedes-Benz la necessità di esplorare nuovi segmenti di mercato fino a quel momento inusuali, e che andranno a sfociare nella realizzazione di una grossa monovolume in joint-venture con Volkswagen, di una roadster di taglia medio-piccola da porre sotto la SL, ed addirittura di una vettura di fascia bassa e persino di una city-car. Partirono così nuovi progetti, tra cui quello destinato in seguito alla realizzazione della tanto discussa Classe A, e quello, in joint-venture con il marchio Swatch (noto per i suoi diffusissimi orologi economici), volto alla realizzazione della futura Smart.
Mentre nel 1993 i dati di vendita sono stati ancor meno confortanti (con 480.571 vetture), nel 1994 la situazione tornò a migliorare in maniera decisa, complice anche il lancio della W202, destinata a sostituire la 190 ed il restyling della W124, che viene ribattezzata Classe E. Alla fine dell'anno si vendono 590.060 vetture. Il risanamento economico della Daimler-Benz ha comportato, a metà del decennio, anche la risoluzione della partnership con i marchi AEG e Deutsche Aerospace, per cui il gruppo tedesco torna ad occuparsi esclusivamente di autoveicoli, sia nel ramo privato che in quello commerciale ed industriale. Il trend positivo si manterrà tale fino alla fine del 1997, ultimo anno completo per la Daimler-Benz che nel 1998 si fonderà con il Gruppo Chrysler, dando vita alla DaimlerChrysler AG. Ma anche in seguito, fino alla fine del decennio, Mercedes-Benz farà segnare dati decisamente positivi, giungendo al 1999 con oltre un milione di vetture prodotte. Sempre nel 1999, viene rilevato il 51% del pacchetto della AMG, da decenni ormai il reparto sportivo Mercedes-Benz che fino a quel momento aveva vissuto di vita propria.

#### La produzione

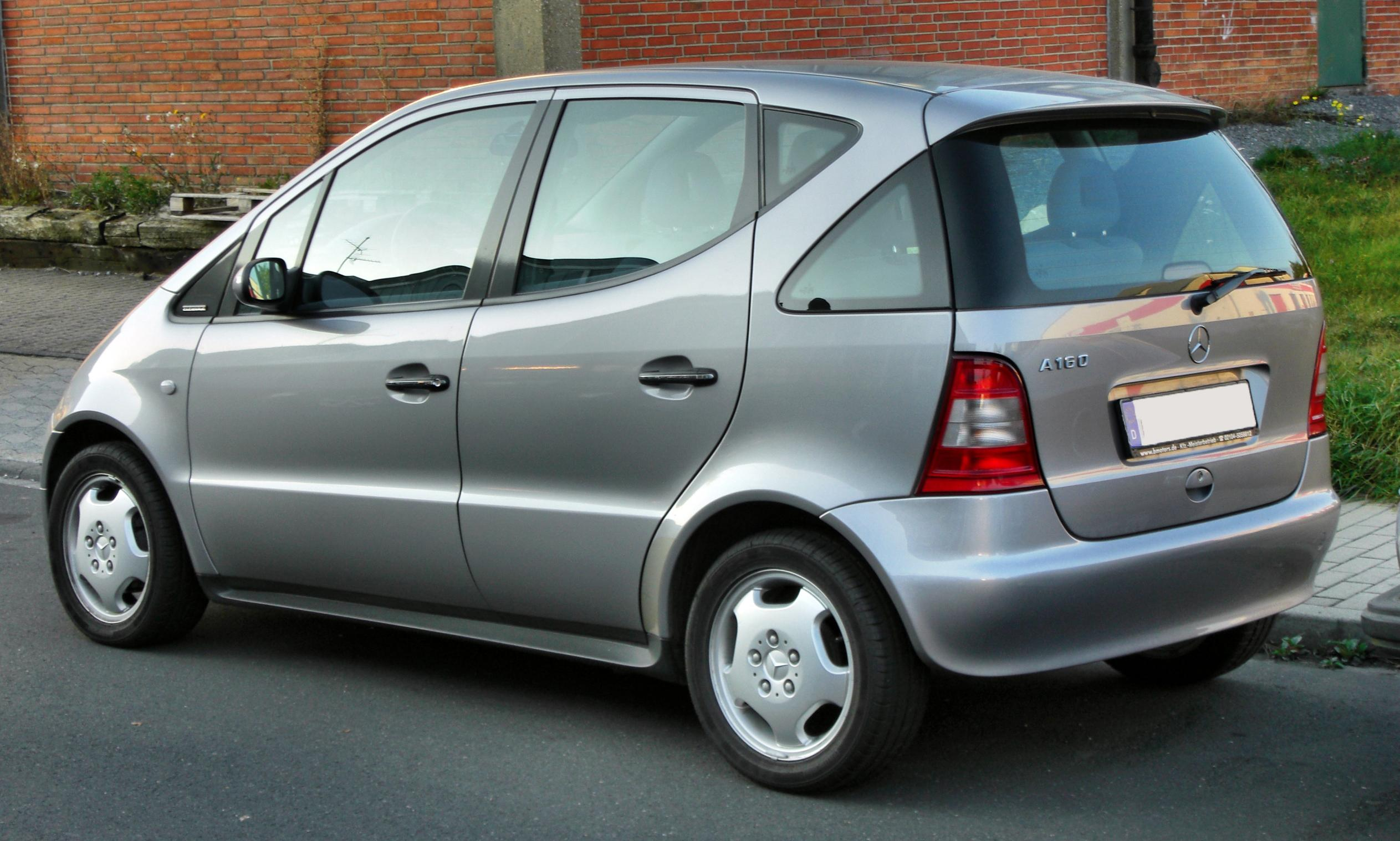
Nel 1997, Mercedes-Benz lanciò la Classe A

Alcuni dei modelli Mercedes-Benz introdotti nell'ultimo decennio del XX secolo sono già stati menzionati in precedenza, ma vale la pena riepilogarli: il 1991 ha visto il lancio della W140, la nuova Classe S, assai imponente nelle forme. Il 1993 è stato l'anno del varo del progetto di diversificazione dei prodotti, già menzionato e che punterà all'offerta di modelli al top, anche nei segmenti di mercato più bassi, e che saranno in alcuni casi del tutto inediti anche rispetto all'offerta delle altre Case automobilistiche, andando così a spiazzare commercialmente queste ultime. Questo progetto di diversificazione, quindi, non doveva essere visto per Mercedes-Benz come un passaggio dal livello di marchio premium a quello generalista, ma come la volontà di proporre la filosofia premium anche su modelli che fino a quel momento erano visti sotto tutt'altra luce. In ogni caso, nel 1993 e nel 1995 sono stati proposti due modelli "classici" della gamma Mercedes-Benz, e cioè rispettivamente la W202, primo modello a portare finalmente il nome di Classe C, e la W210, seconda generazione della Classe E, se si considerano anche gli ultimi due anni di produzione della W124. Nessuna eredità diretta per i modelli C124 ed A124, ossia le versioni coupé e cabriolet, sostituite però rispettivamente nel 1996 e 1997 dai corrispondenti due modelli della gamma CLK prima serie, tecnicamente più affini alla Classe C. Del 1996 è anche l'arrivo di due modelli sintomatici della diversificazione della gamma Mercedes-Benz, ossia la monovolume Classe V, tecnicamente coincidente con il furgone Vito prima serie, e la roadster SLK, capostipite di una fortunata serie di roadster compatte. Anche nel 1997 le novità non si limitano alla sola CLK cabrio, ma comprendono da una parte il nuovo SUV della Casa, identificato come Classe M, mentre dall'altra va segnalato il primo motore CDI, turbodiesel common rail, giunto sul mercato quasi in contemporanea con il JTD del Gruppo Fiat. Del 1997 è anche l'arrivo della Classe A, con tutte le vicissitudini relative alla sua sicurezza su strada, vicissitudini che hanno rischiato di condizionarne in negativo l'esito commerciale.
L'arrivo del 1998, oltre a coincidere con la nascita del gruppo DaimlerChrysler, vede anche l'arrivo della nuova generazione della Classe S, siglata W220, e caratterizzata da un design più slanciato e sinuoso, in contrapposizione con la statuaria imponenza del precedente modello.
Il 1999 vede la nascita della seconda generazione della Classe CL, nata già alcuni anni prima con la ridenominazione della gamma S Coupé, e giunta alla fine del millennio con la generazione C215. Altre novità di fine secolo sono la versione AMG della CLK prima serie e la versione Guard, cioè blindata, della Classe S W220.

#### Lo sport

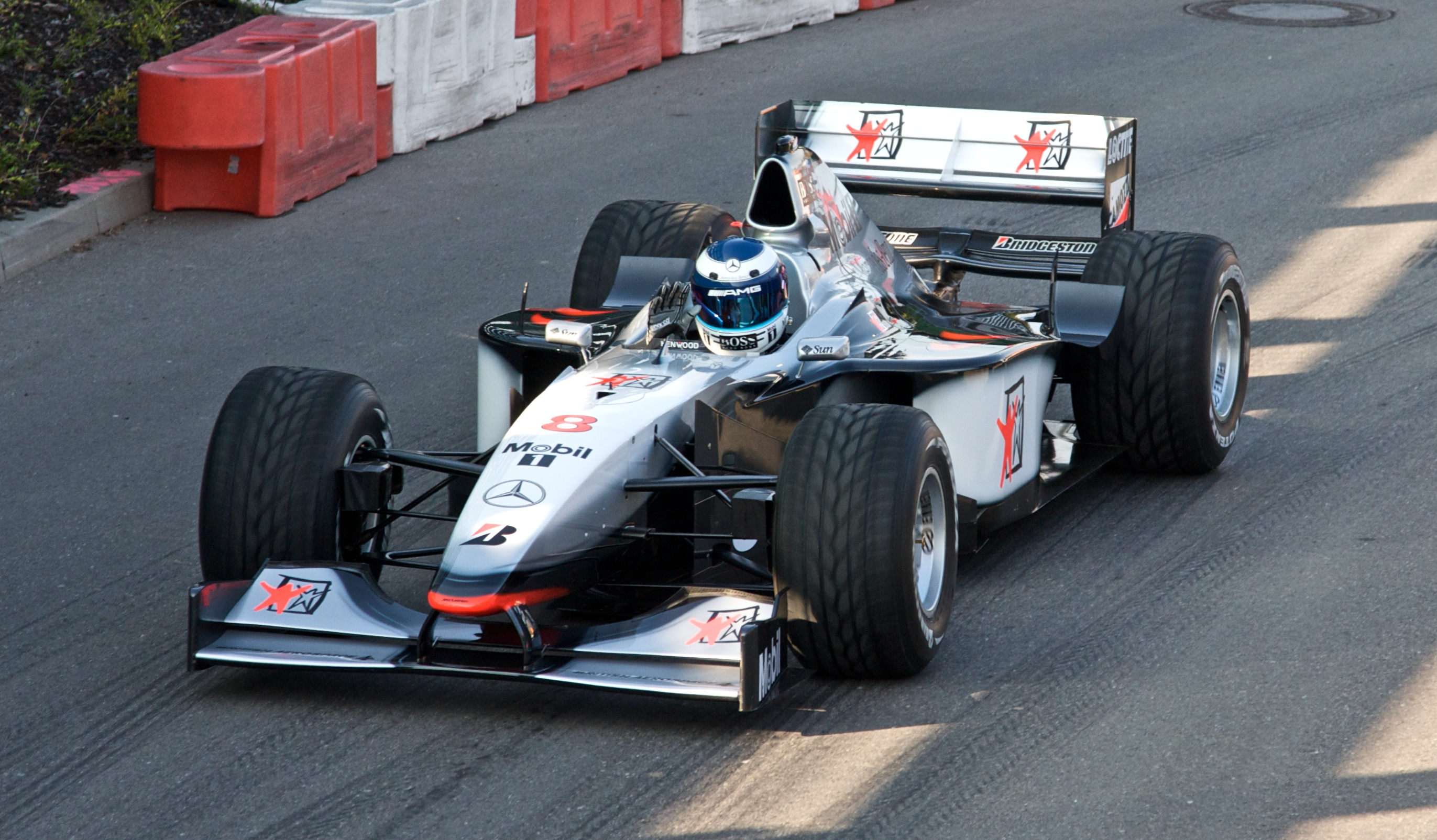
La McLaren MP4-13, con cui Hakkinen si aggiudicò il titolo mondiale di Formula 1 nel 1998

Significativa anche l'attività sportiva del marchio Mercedes-Benz negli anni '90: vince il titolo piloti e costruttori del Campionato Mondiale Sport Prototipi 1990 in stretto sodalizio con la Sauber schierando la Mercedes-Benz C11, nel 1991 non riesce a confermarsi al vertice della serie battuta da Jaguar e Peugeot, l'anno seguente abbandona tale specialità, nello stesso anno si ha il successo in DTM con la 190E 2.5-16 Evo, successo bissato nella stagione successiva, mentre nel 1993 la Casa tedesca dovrà accontentarsi del secondo posto alle spalle della 155 V6 TI DTM di Nicola Larini. Ma nel 1993 si ha anche il nuovo ingresso della Mercedes-Benz in Formula 1, con il debutto della Sauber, all'epoca partner della Casa tedesca, fornendo un motore V10 realizzato dalla Ilmor, società inglese specializzata nella produzione di motori da corsa di cui Mercedes-Benz nello stesso anno aveva rilevato il 25%. I trionfi in DTM torneranno nel 1994, con l'affermazione di Klaus Ludwig al volante della Classe C preparata per il Campionato tedesco. Sempre nel 1994, si ha l'affermazione della Mercedes-Benz nel Campionato Indy, grazie alla vittoria della scuderia Penske, le cui vetture erano equipaggiate con motori Mercedes-Benz. Nello stesso anno inoltre Mercedes fornisce direttamente il motore alla Sauber C13, rientrando ufficialmente come motorista in Formula 1.
Il 1995 vede la nascita della partnership di Mercedes-Benz con la McLaren, una partnership che durerà fino alla fine del decennio successivo e che porterà al team anglo-tedesco una nutrita serie di affermazioni in Formula 1. Per quell'anno, però, ci si dovrà accontentare di due secondi posti in corsa di Mika Häkkinen e quarto posto in classifica costruttori. Secondo posto per la scuderia Penske negli USA, al termine del campionato CART, mentre nei Campionati DTM/ITC, si ha un successo pieno per la Mercedes-Benz.
Nessun successo particolare nel 1996, mentre l'anno seguente il Campionato CART vede la Penske, sempre equipaggiata da motori Mercedes-Benz, aggiudicarsi il titolo Costruttori, mentre il nuovo Campionato FIA GT vede l'affermazione della CLK-GTR pilotata da Bernd Schneider. Nel Campionato mondiale di Formula 1 1997, dopo oltre 40 anni, un motore Mercedes torna a vincere, grazie alla McLaren pilotata da Mika Hakkinen che assieme al compagno di squadra David Coulthard, ottengono il 1º e 2º posto al Gran Premio d'Europa, ultima prova della stagione.
Positivo anche l'anno 1998, grazie a significativi successi di Mercedes-Benz: da una parte si ha la conquista del titolo mondiale costruttori al Campionato mondiale di Formula 1 del 1998 con Mika Hakkinen. Il Campionato FIA GT ha invece visto la vittoria della CLK-LM. In Formula 1 il successo verrà bissato anche nel 1999. Mentre alla 24 Ore di Le Mans 1999 si sfiora ripetutamente il dramma a causa dell'instabilità aerodinamica della Mercedes-Benz CLR che decolla in 3 occasioni distinte, costringendo il team a ritirarsi.

### L'epoca moderna

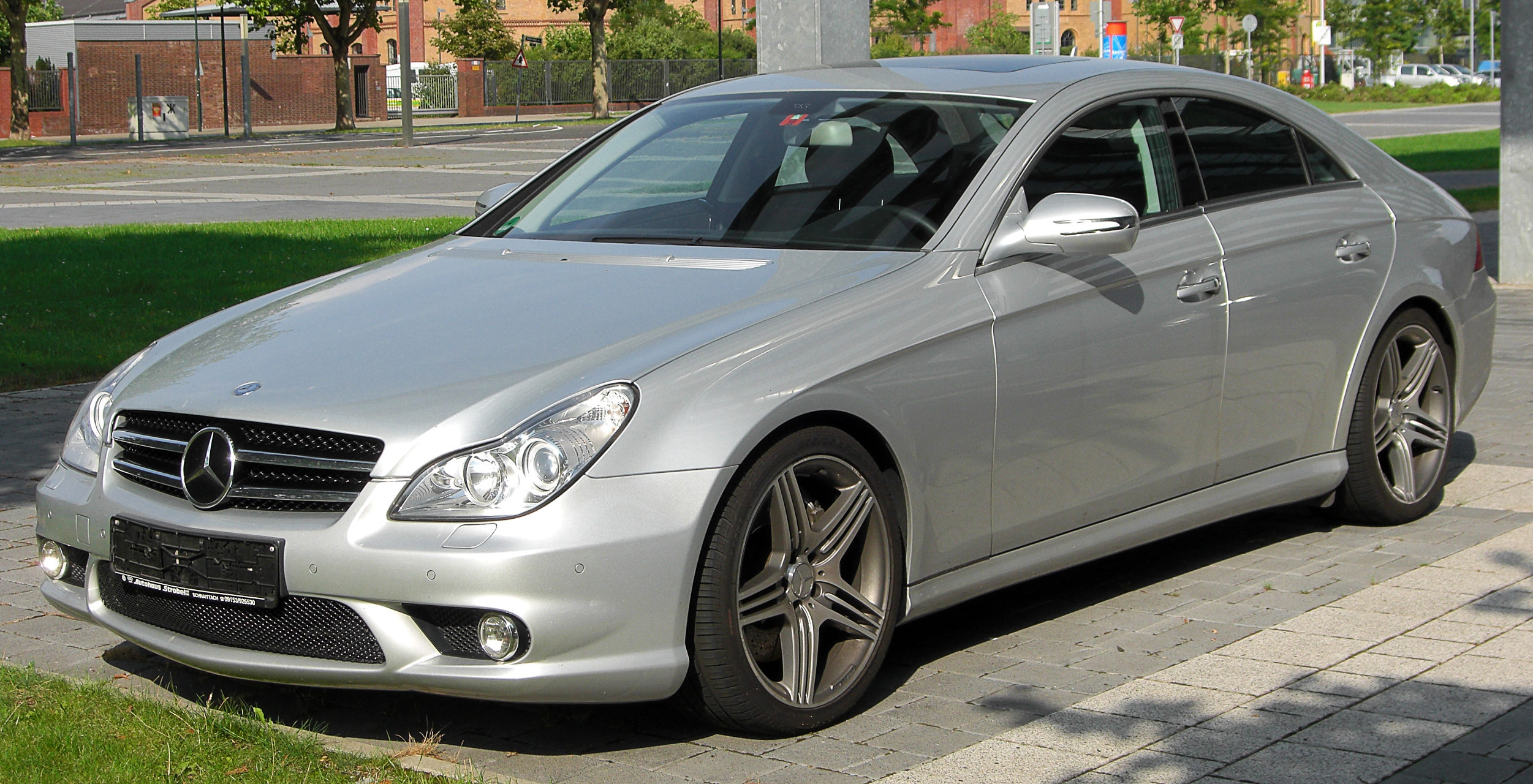
La CLS55 AMG del 2004, uno dei modelli più significativi della produzione Mercedes-Benz dei primi anni del Duemila

Il nuovo millennio si apre per il marchio Mercedes-Benz con alcune difficoltà, dovute sia alle critiche mosse dai clienti per alcuni problemi di elettronica relativi ad alcuni suoi modelli. Inoltre, il Gruppo DaimlerChrysler, inizialmente così promettente, cominciò ad avere dei problemi finanziari a causa degli scarsi volumi di vendita del marchio statunitense. Il riassetto aziendale, che interessa principalmente i marchi Chrysler e Mitsubishi, vede comunque confermato a capo della Mercedes-Benz e della Smart il tedesco Jürgen Hubbert, ma vengono anche tagliati via 26 000 posti di lavoro. Ma questi eventi non influirono affatto sulle vendite della Mercedes-Benz, anzi, già nel 2000 venne totalizzato un 5% in più di vendite rispetto al 1999. Venne inoltre costruito un nuovo centro di progettazione, denominato MTC (Mercedes-Benz Technology Center), realizzato dall'architetto italiano Renzo Piano.
Nel 2001 si celebra il centenario della nascita del marchio Mercedes-Benz, mentre gli anni tra il 2002 ed il 2006, nonostante le croniche difficoltà dei marchi Mitsubishi e Chrysler, il marchio della "stella a tre punte" continua a far registrare trend positivi di rilievo, anche grazie ad ulteriori ampliamenti della gamma con modelli nuovi, dei segmenti di mercato più disparati, dalla monovolume Classe B alla supercar SLR McLaren, passando per il mega-SUV della Classe GL e per l'innovativa CLS.
Dopo la liquidazione della Mitsubishi nel 2006 e della Chrysler nel 2007, il Gruppo DaimlerChrysler diventa Daimler AG, ma anche in questo, tutte le disavventure della precedente joint-venture, unite al nuovo riassetto, non causano danni alle vendite del marchio Mercedes-Benz, che continuano a procedere a gonfie vele, facendo dimenticare i difetti delle vetture d'inizio decennio.
Ciò che ha dato un freno alla produzione è stata la recessione del mercato automobilistico avutasi tra il 2008 ed il 2009, e che a livello generale ha visto tra l'altro anche la scomparsa di alcuni marchi storici nel panorama automobilistico mondiale. Perciò nel 2010, con l'alleanza tra Daimler e Gruppo Renault-Nissan, Mercedes-Benz conta di utilizzare le sinergie con il colosso franco-nipponico per realizzare vetture di fascia medio-bassa contenendo i costi ed ottenendo così dei margini di guadagno più ampi.
Per quanto riguarda la produzione automobilistica, oltre ai modelli già citati, vanno anche segnalate le due generazioni della Classe E, siglate rispettivamente W211 e W212, e che hanno esordito rispettivamente nel 2002 e nel 2009. Da ricordare inoltre anche le due generazioni di Classe C (W203 nel 2000 e W204 nel 2007), la nuova CLK W209 del 2002, la gamma C207/A207, con cui vengono riproposte nuovamente delle coupé e cabriolet su base Classe E, e la seconda generazione della Classe A, in questo caso siglata W169. Anche la Classe M, impostasi come il SUV più venduto del suo segmento, viene rinnovata e giunge così alla sua seconda generazione (W164) e lo stesso vale per la SLK (R171). La perla della produzione Mercedes-Benz per questo periodo iniziale del nuovo secolo si ha però nel 2010 e consiste in una nuova supercar che va a sostituire la SLR-McLaren e che prende il nome di SLS AMG. Esordisce anche un nuovo SUV compatto denominato GLK, mentre nel 2010 nasce la seconda generazione della CLS. Nell'arco dell'intero decennio vengono poi raffinate le tecnologie common rail per i vari motori ed inoltre fa il suo debutto la tecnologia BlueTEC, consistente nell'aggiungere un additivo a base di urea a monte del catalizzatore, in maniera tale da creare una reazione chimica volta a ridurre gli ossidi di azoto.

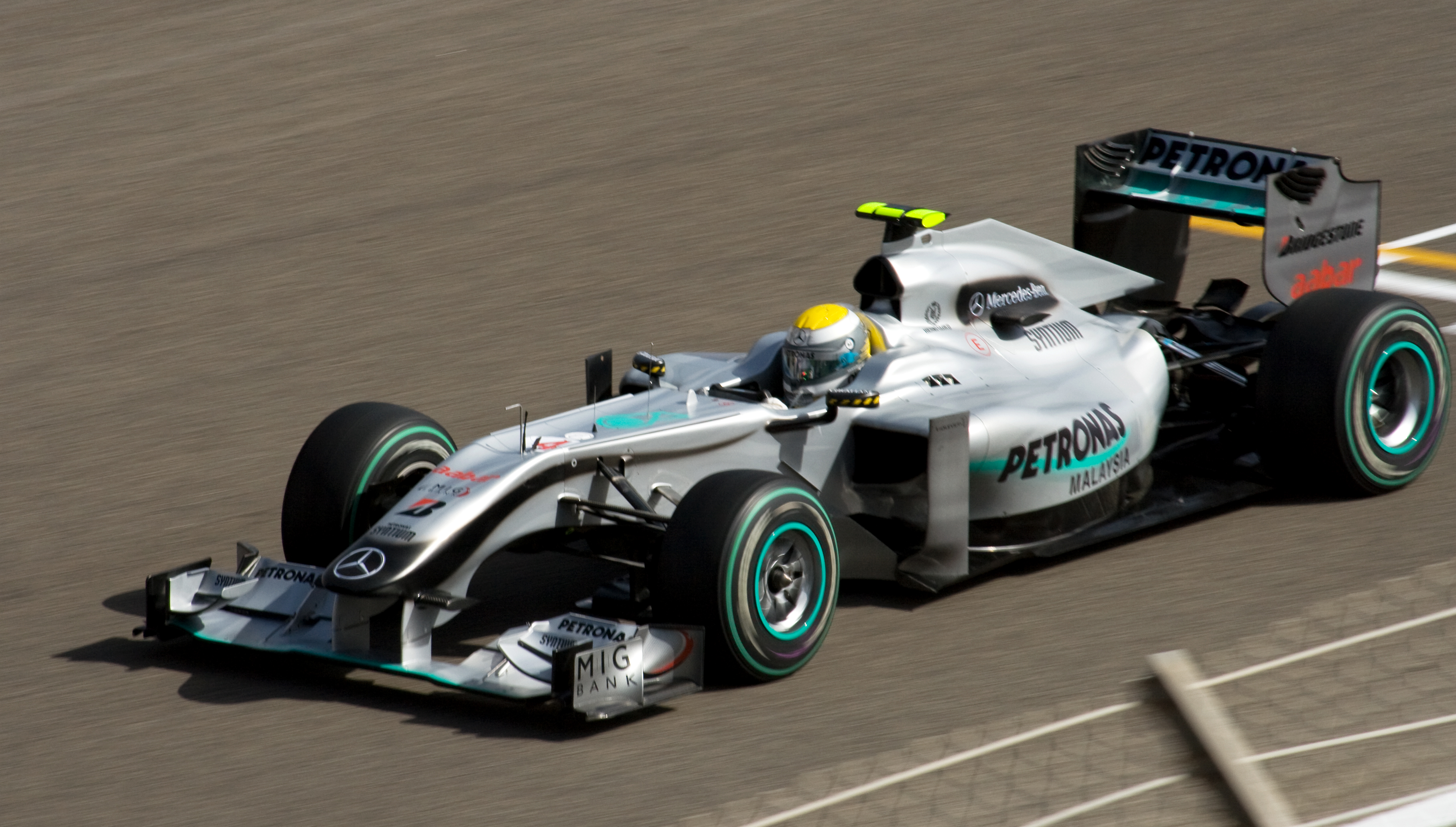
La monoposto di Formula 1 della scuderia Mercedes GP

Per quanto riguarda l'attività sportiva, durante la prima metà del decennio, i vari Campionati del Mondo sono stati monopolio della Ferrari e del grande Michael Schumacher. Il team McLaren-Mercedes, fa comunque registrare dei secondi posti nelle stagioni 2000, 2001 e 2003 ed un terzo posto nel 2002. Dopo un 2004 da dimenticare, ancora un secondo posto per il 2005, ed ancora una brutta stagione nel 2006. Il 2007, invece, vede la McLaren-Mercedes tornare vicina ai trionfi di un tempo, sfiorando il titolo mondiale sia nella classifica piloti che in quella costruttori, che saranno invece conquistati rispettivamente da Kimi Räikkönen (per un solo punto) su Ferrari e dalla scuderia Ferrari stessa. La competizione in pista verrà comunque offuscata dalla nota spy story che ha visto coinvolte le scuderie McLaren-Mercedes e Ferrari. Tale evento, che si concluderà sfavorevolmente per la scuderia delle "frecce d'argento", sarà uno dei motivi che porterà nel 2009 alla rottura tra la Casa di Woking e quella di Stoccarda. In ogni caso, c'è stato ancora tempo per tornare al trionfo: il titolo piloti andrà alla scuderia anglo-tedesca nel 2008, grazie al pilota Lewis Hamilton, divenuto campione del mondo nell'anno successivo al suo esordio nella massima categoria.
Con la rottura del sodalizio tra McLaren e Mercedes-Benz, quest'ultima andrà a costituire nel 2009 una nuova scuderia di Formula 1, denominata Mercedes GP Petronas, grazie all'acquisizione della scuderia Brawn GP.
La nuova scuderia guidata da Toto Wolff e Niki Lauda ha dato discreti risultati negli anni 2010, 2011, 2012, 2013. Con l'arrivo dei V6 Turbo la Mercedes è riuscita a dominare il campionato piloti e costruttori negli anni 2014, 2015, 2016, 2017, 2018, 2019, 2020, 2021.
Risale invece al 2010 la stipula di una joint-venture tra la Daimler AG, detentrice del marchio Mercedes-Benz, ed il gruppo Renault-Nissan per la produzione in comune di motori ed altre tecnologie. In virtù di ciò, la Casa di Stoccarda cominciò ad utilizzare dal 2011 il motore 1.5 dCi di origine Renault-Nissan, sebbene rivisto ed aggiornato in alcuni punti. Da quel momento si vide un generale rinnovamento della gamma, con l'arrivo delle nuove Classe A e B, ma anche della nuova Classe S e della quarta generazione della Classe C.
Nei tardi anni '10 del XXI secolo, la Casa di Stoccarda si dedicò in maniera intensiva ad arricchire i modelli in cantiere con sempre più numerose soluzioni volte a concretizzare gradualmente quei princìpi di guida autonoma che nello stesso periodo sono stati dapprima teorizzati e poi messi in atto anche da altri costruttori, primi fra tutti i rivali BMW e Audi. Sempre nello stesso periodo è stato avviato un graduale processo di elettrificazione dei modelli in gamma, proponendo motorizzazioni ibride in alcuni modelli.
Nel febbraio 2018 il gruppo cinese Geely, già proprietario della maggioranza di Volvo e Lotus, diventa il primo azionista di Mercedes